# Dahria Beatty
Dahria Beatty (Whitehorse, 7 marzo 1994) è una fondista canadese.

## Biografia
Attiva in gare FIS dal dicembre del 2009, la Beatty ha esordito in Coppa del Mondo il 13 dicembre 2012 a Canmore (57ª), ai Campionati mondiali a Lahti 2017, dove si è classificata 38ª nella 10 km, 33ª nella 30 km, 37ª nella sprint, 13ª nella sprint a squadre e 10ª nella staffetta, e ai Giochi olimpici invernali a Pyeongchang 2018, piazzandosi 37ª nella 10 km, 42ª nella sprint, 52ª nello skiathlon, 13ª nella sprint a squadre e 13ª nella staffetta. Ai Mondiali di Seefeld in Tirol 2019 è stata 49ª nella 10 km, 41ª nella 30 km, 31ª nella sprint, 12ª nella sprint a squadre e 12ª nella staffetta e a quelli di Oberstdorf 2021 si è classificata 44ª nella 10 km, 34ª nella 30 km, 38ª nella sprint, 12ª nella sprint a squadre e 9ª nella staffetta. Ai XXIV Giochi olimpici invernali di Pechino 2022 si è piazzata 18ª nella 10 km, 39ª nella 30 km, 28ª nello skiathlon, 25ª nella sprint, 12ª nella sprint a squadre e 9ª nella staffetta e ai Mondiali di Planica 2023 è stata 46ª nella 10 km, 36ª nella 30 km, 25ª nella sprint e 12ª nella sprint a squadre.

## Palmarès

### Coppa del Mondo
- Miglior piazzamento in classifica generale: 69ª nel 2021